# Thỏa thuận mua bán
Thỏa thuận mua bán (thường viết tắt là "PSA - Purchase and Sale Agreement"), là thỏa thuận giữa người mua và người bán bất động sản, cổ phiếu của công ty hoặc các tài sản khác.
Người hoặc công ty sở hữu, tiếp nhận và mua tài sản, cổ phiếu hoặc tài sản được gọi là "Người mua" và người hoặc công ty sang nhượng, chuyển giao và bán cổ phiếu hoặc tài sản được gọi là "Người bán". PSA sẽ đặt ra các quyền và nghĩa vụ khác nhau của cả Người mua và Người bán và cũng có thể yêu cầu các tài liệu khác được thực hiện và ghi lại trong hồ sơ công khai, chẳng hạn như chứng từ chuyển nhượng, Chứng thư ủy thác hoặc hợp đồng bao thầu.
Trong ngành công nghiệp dầu mỏ và khí tự nhiên, PSA là hợp đồng pháp lý chính mà các công ty trao đổi tài sản dầu khí hoặc cổ phiếu trong một tổ chức kinh doanh dầu khí, cho tiền mặt, nợ, cổ phiếu hoặc các tài sản khác.